# Луцій Мунацій Планк (консул 13 року)
Луцій Мунацій Планк (лат. Lucius Munatius Plancus; 45 до н. е. —35) — політичний, державний та військовий діяч Римської імперії, консул 13 року.

## Життєпис
Походив з роду нобілів Мунаціїв. Син Луція Мунація Планка, консула 42 року до н. е. Завдяки приязному ставленню Октавіана Августа до його батька Луцій Мунацій-син зробив успішну політичну кар'єру. У 13 році н. е. разом із Гаєм Сілієм Авлом Цециною Ларгом був обраний консулом. Втім на цій посаді нічим суттєвим не відзначився.
У 14 році за розпорядженням нового імператора Тиберія вирушив до бунтівних легіонів Германіка у м. Убіорум. Втім спроба їх заспокоїти не вдалася — Мунація легіонери кинули до тюрми. Лише завдяки втручанню Германіка Луцію Планку вдалося врятуватися.
У 15 році у званні преторіанського легата Планк вирушив до провінції Панонія, яку очолював до 35 року. Невідомо, чи помер він під час своєї каденції або незадовго після повернення до Риму.

## Родина
Дружина — Емілія Павла, донька Павла Емілія Лепіда